# 恋とニュースのつくり方
『恋とニュースのつくり方』（原題: Morning Glory）は、2010年にアメリカ合衆国で公開されたコメディ映画。監督はロジャー・ミッシェル、脚本はアライン・ブロッシュ・マッケンナ。レイチェル・マクアダムス、ハリソン・フォード、ダイアン・キートン、パトリック・ウィルソンとジェフ・ゴールドブラムが出演している。アメリカ合衆国での公開日は2010年7月30日を予定していたが、2010年11月10日に変更された。

## 内容
朝のニュース番組のプロデューサー（レイチェル・マクアダムス）が、低視聴率の番組を終わらせないために、有名なキャスター（ハリソン・フォード）を雇い奮闘する姿を描く。
映画にはヒップホップトリオのGユニットと、アメリカの有名ジャーナリスト達がカメオ出演している。

## キャスト
※括弧内は日本語吹替
- ベッキー・フラー - レイチェル・マクアダムス（佐古真弓）
- マイク・ポメロイ - ハリソン・フォード（磯部勉）
- コリーン・ペック - ダイアン・キートン（松岡洋子）
- アダム・ベネット - パトリック・ウィルソン（咲野俊介）
- ジェリー・バーンズ - ジェフ・ゴールドブラム（金尾哲夫）
- レニー・バーグマン - ジョン・パンコウ（石井隆夫）
- ポール・マクヴィー - タイ・バーレル
- ベッキーの母 - パティ・ダーバンヴィル（水野ゆふ）

### カメオ出演
- エレイン・カウフマン（英語版）： アメリカの有名ジャーナリスト
- ボブ・シーファー： アメリカの有名ジャーナリスト
- モーリー・セイファー（英語版） ： アメリカの有名ジャーナリスト
- クリス・マシューズ（英語版） ： アメリカの有名ジャーナリスト
- 50セント： アメリカの人気アーティスト
- トニー・イエイヨー： アメリカの人気アーティスト
- ロイド・バンクス： アメリカの人気アーティスト
- ブルーマン： アメリカの人気パフォーマンスグループ

日本語吹替その他出演：後藤哲夫、坂東尚樹、原田晃、森夏姫、間宮康弘、玉野井直樹、かぬか光明、菊本平、斎藤楓子、下川江那、平野夏那子、林りんこ、うえだ星子、樋口智透

#### 日本語版制作スタッフ
- 演出：杉本理子
- 翻訳：久保喜昭
- 制作：ACクリエイト

## 音楽
2月のビルミングハム・シンフォニー・ホールでのインタヴューでデヴィッド・アーノルドが映画のスコアーを書いていると答えた。予告編ではナターシャ・ベディングフィールドの新曲Strip Meが使用された。

## 評価
レビュー・アグリゲーターのRotten Tomatoesでは182件のレビューで支持率は55%、平均点は6.00/10となった。Metacriticでは38件のレビューを基に加重平均値が57/100となった。